# Lawrence Meyer
Pour les articles homonymes, voir Meyer.
Lawrence Meyer, né le 27 novembre 1941 à Chicago dans l'Illinois aux États-Unis, est un écrivain américain, auteur de roman policier.

## Biographie
Il fait des études à l'université du Michigan puis à l'université Columbia jusqu'en 1965. Il est ensuite reporter pour plusieurs journaux comme Times Herald-Record (en), The Louisville Times, et à partir de 1969 au Washington Post.
En 1977, il publie son premier roman A Capitol Crime suivi en 1978 de Gare à l'intoxe ! (False Front). Roman « à la fois étude sur les pouvoirs (presse, FBI, CIA, Sénat) et les responsabilités de l'information » selon Claude Mesplède. Ce roman est adapté au cinéma en 1982 sous le titre Mille milliards de dollars dans une réalisation d'Henri Verneuil.

## Œuvre

### Romans
- A Capitol Crime, 1977
- False Front, 1978
  - Gare à l'intoxe !, Série noire no 1741, 1979
- The Final Edition, 2010

### Ouvrage non fictionnel
- Israel Now, 1982

## Adaptation
- 1982 : Mille milliards de dollars, film français, adaptation de Gare à l'intoxe ! (False Front) réalisée par Henri Verneuil avec Patrick Dewaere

## Sources
- Claude Mesplède, Les années "Série noire" bibliographie critique d'une collection policière, t. 4 : 1972-1982, Amiens, Encrage, coll. « Travaux » (no 25), 1995 (ISBN 978-2-906-38963-2), p. 218-219.
- Claude Mesplède et Jean-Jacques Schleret, SN, voyage au bout de la Noire : inventaire de 732 auteurs et de leurs œuvres publiés en séries Noire et Blème : suivi d'une filmographie complète, Paris, Futuropolis, 1982 (OCLC 11972030), p. 272